# أنيا وو
أنيا وو (بالإنجليزية: Anya Wu)‏ هي عارضة وممثلة أمريكية، ولدت في 17 فبراير 1976 في تايوان.

## وصلات خارجية
- أنيا وو على موقع IMDb (الإنجليزية)
- أنيا وو على موقع قاعدة بيانات الفيلم (الإنجليزية)